# ロマンティック・ブルー
ロマンティック・ブルー（タイ語: โลกทั้งใบให้นายคนเดียว、英語: Romantic Blue）は、1995年にタイで上映されたロマンチック犯罪スリラー映画で、当時タイ史上最高額の興行収入を記録し、数々の賞を受賞した。1995年6月16日にはじめて上映され、同年12月22日に再上映された。
また、映画フィルムにドルビーデジタル5.1を用いたタイで最初の映画の一つでもある。
2000年、2020年にテレビドラマシリーズとしてリメイクされている。

## あらすじ
整備士のMaiとその弟で学生のMenの2人は、Pomという同じ女性に恋をする。Maiは彼女の父親の車を修理していた時に、Menは学校でPomと出会い一目惚れした。そんなとき、2人の父親が病気になり高額な手術費用が必要になってしまう。現在の収入ではとてもその費用を賄いきれず、Maiは犯罪に手を染めている叔父のBoの助けを借りることにする。Maiは彼らと組んで車泥棒を働くことになったのだが、父を助けるためとはいえ、罪を犯すことに対し抵抗感を感じるのだった。

## 映画

### キャラクターとキャスト
- Mai役：タオ・ソムチャイ・ケムクラッド
- Pom役：ヌーク・スッティダー・カセムサン・ナ・アユティヤー
- Bo役：アルン・パーウィライ
- Men役：プラモー・サングソン
- To役：スーラサック・ウォングタイ
- 父親役：ルック・ルンナポップ

### サウンドトラック
アルバム『Lhoke Tunk Bai Hai Nai Kon Deaw（โลกทั้งใบให้นายคนเดียว）』
1. Lhoke Tunk Bai Hai Nai Kon Deaw（โลกทั้งใบให้นายคนเดียว）- タオ・ソムチャイ
2. Tee Tong Nee（ที่ตรงนี้）- タオ・ソムチャイ＆ヌーク・スッティダー
3. Rag Lae Kum Lung Jai （รักและกำลังใจ）- ヌーク・スッティダー
4. Ang Wang（อ้างว้าง）
5. Lhoke Tunk Bai Hai Nai Kon Deaw（โลกทั้งใบให้นายคนเดียว）- ヌーク・スッティダー
6. Keu Teur Reu Pao（คือเธอหรือเปล่า）- タオ・ソムチャイ＆ヌーク・スッティダー
7. YoohTee Teur（อยู่ที่เธอ）- タオ・ソムチャイ
8. Lhoke Tunk Bai Hai Nai Kon Deaw（โลกทั้งใบให้นายคนเดียว）- カラオケVer.

### 受賞歴
1995年タイ全国映画協会賞
最優秀映画賞
最優秀監督賞（ラーチェーン・リムトラクーン）
最優秀主演男優賞（タオ・ソムチャイ・ケムクラッド）
最優秀主演女優賞（ヌーク・スッティダー・カセムサン・ナ・アユティヤー）
最優秀助演男優賞（アルン・パーウィライ）
最優秀映画脚本
最優秀映画編集賞
最優秀撮影賞
1995年タイのエンターテインメント特派員協会のスラスワディ賞
主演女優賞（ヌーク・スッティダー・カセムサン・ナ・アユティヤー）
最優秀撮影賞
最優秀作品賞（興行収入トップ）

## TVドラマシリーズ

### 2000年
2000年5月3日よりチャンネル7で放送された、チャワリット・ポンチャイヨン監督によるリメイク版のTVドラマシリーズ。

#### キャラクターとキャスト
- Mai役：リフト・スポット・チャンチャルーン[4]
- Pom役：ボウ・プラータナー・オンチャイサック
- Men役：アン・サラウット・ナワサンアルン

#### サウンドトラック
- Lhoke Tunk Bai Hai Nai Kon Deaw（โลกทั้งใบให้นายคนเดียว）- リフト・スポット
- Tee Nee Young Mee Ter（ที่นี่ยังมีเธอ）- リフト・スポット

### 2020年
原題『โลกทั้งใบให้นายคนเดียวเดอะซีรีส์』（全ての世界はあなただけのために）は、2020年12月12日より2021年1月30日までチャンネル8とiQIYIアプリにて、毎週土曜日と日曜日の21:40 ICTより放送された。監督はオンアー・シンランポーンが務める。

#### キャストとキャラクター
- Mai役：オーム・ティティワット・リットプラスート
- Men役：シントー・プラチャヤー・レァーンロード
- Pom役：ナムターン・ティパナリー・ウィーラワトノドム
- To役：タオ・ソムチャイ・ケムクラッド
- Bo役：プラモー・サングソン
- Anong役：ヌーク・スッティダー・カセムサン・ナ・アユティヤー
- Tiw役：Tanongsak Supakan

#### 評価
青文字が最低の評価を、赤文字 が最高の評価を表す。
| No.                        | タイトル                          | 放送日                                      | 放送時間                                    | 評価                                        | Ref.   |
| -------------------------- | --------------------------------- | ------------------------------------------- | ------------------------------------------- | ------------------------------------------- | ------ |
| 1                          | My First Globe                    | 2020年12月12日                              | 土曜日 21:40                                | 0.278                                       | [ 6 ]  |
| 2                          | Wind of Change                    | 2020年12月13日                              | 日曜日 21:40                                | 0.373                                       | [ 6 ]  |
| 3                          | First Jobber                      | 2020年12月19日                              | 土曜日 21:40                                | 0.366                                       | [ 7 ]  |
| 4                          | A Loser                           | 2020年12月20日                              | 日曜日 21:40                                | 0.316                                       | [ 7 ]  |
| 5                          | Meet to Depart                    | 2020年12月26日                              | 土曜日 21:40                                | 0.276                                       | [ 8 ]  |
| 6                          | Don't look back                   | 2020年12月27日                              | 日曜日 21:40                                | 0.358                                       | [ 8 ]  |
| 2021年1月2日、3日 放送なし |                                   |                                             |                                             |                                             |        |
| 7                          | Hope and Future                   | 2021年1月9日                                | 土曜日 21:40                                | 0.226                                       | [ 9 ]  |
| 8                          | I am not Okay                     | 2021年1月10日                               | 日曜日 21:40                                | 0.362                                       | [ 9 ]  |
| 9                          | Our Family                        | 2021年1月16日                               | 土曜日 21:40                                | 0.204                                       | [ 10 ] |
| 10                         | Before Sunset                     | 2021年1月17日                               | 日曜日 21:40                                | 0.232                                       | [ 10 ] |
| 11                         | The Dark Side of The Moon         | 2021年1月23日                               | 土曜日 21:40                                | 0.131                                       | [ 11 ] |
| 12                         | Game on!                          | 2021年1月24日                               | 日曜日 21:40                                | 0.387                                       | [ 11 ] |
| 13                         | Final Destination                 | 2021年1月30日                               | 土曜日21:40                                 | 0.427                                       | [ 12 ] |
| 14                         | SPECIAL EPISODE (iQIYIアプリのみ) | 2021年1月30日（エピソード13が放映された後） | 2021年1月30日（エピソード13が放映された後） | 2021年1月30日（エピソード13が放映された後） | [ 13 ] |